# Alfred (Sherborne)
Alfred († 943) war Bischof von Sherborne. Er wurde 933 zum Bischof geweiht und trat sein Amt im selben Jahr an. Er starb 943.